# ويليام برستون جونستون
ويليام برستون جونستون (بالإنجليزية: William Preston Johnston)‏ هو شاعر أمريكي، ولد في 5 يناير 1831 في لويفيل في الولايات المتحدة، وتوفي في 16 يوليو 1899 في كسينغتون في الولايات المتحدة.